# 马尔豪拉
马尔豪拉（Marhaura），是印度比哈尔邦Saran县的一个城镇。总人口达24534人（2001年）。

## 人口
该地2001年总人口24534人，其中男性12667人，女性11867人；0—6岁人口4540人，其中男2397人，女2143人；识字率42.08%，其中男性为54.37%，女性为28.95%。